# Ulica Cegielniana
Ulica Cegielniana – część miasta Łukowa, położona w jego południowej części, w pobliżu ul. Cegielnianej.